# Chiesa del Sacro Cuore di Gesù (Bonate Sotto)
La chiesa del Sacro Cuore di Gesù è la parrocchiale di Bonate Sotto in provincia di Bergamo, e fa parte del vicariato di Capriate-Chignolo-Terno. Il suo progetto fu curato da Virginio Muzio e la chiesa fu elevata a parrocchia nel XX secolo. L'antica chiesa intitolata a san Giorgio fu dedicata al Sacro Cuore di Gesù sono nel 1927.

## Storia
Una chiesa presente a Bonate Sotto dedicata a San Giorgio era citata già nel XIII secolo, fu infatti inserita nel censo voluto dalla Santa Sede nel 1260 per conoscere i benefici di ogni edificio di culto e imporne i tributi. Risulta appartenesse alla pieve di Terno d'Isola come “ecclesia" di San Giorgio”.

ll presbitero “pre Martinus presbiter et Lanfranchinus de Scanzo clericus” è citato negli atti del sinodo di Bergamo del 1304 voluto da neoeletto vescovo Giovanni da Scanzo, come rappresentante della chiesa di Bonate Sotto, ancora intitolata a san Giorgio.

Nuovamente indicata nel “"nota ecclesiarum” voluta da Bernabò Visconti nel 1360 per definire i benefici di ogni chiesa e stabilirne la tassazione da versare sia alla famiglia Visconti di Milano che alla chiesa di Roma, nella relazione si desume che la chiesa godeva di tre benefici.
Tutta la diocesi di Bergamo fu visitata dall'arcivescovo di Milano san Carlo Borromeo, e Bonate sotto fu visitata il 20 settembre 1575. La relazione indica l'edificio di culto sempre dedicato a san Giorgio e dipendente di Terno d'Isola. Vi erano diverse congregazioni compresa la scuola del Santissimo Sacramento che gestiva l'altare maggiore, retta da tre sindaci eletti ogni sei mesi dai parrocchiani. Sussidiarie erano le chiese di san Lorenzo, di Santa Maria Elisabetta indicata nella località di “Mozate”, quella intitolata a santa Giulia posta dislocata, e la chiesa di san Giuliano in “in loco de Villetta” gestita dalle monache di San Benedetto di Bergamo. La relazione della visita pastorale di san Gregorio Barbarigo del 1659 informa delle diverse congregazioni e della presenza di sei sacerdoti e un chierico..
Nel 1666 la chiesa fu inserita nel “Sommario delle chiese di Bergamo”, elenco redatto dal cancelliere della curia vescovile Giovanni Giacomo Marenzi sempre con l'intitolazione di san Giorgio, ma con molti oratori sussidiari, dove vi era la congregazione dei disciplinati di Bergamo, nonché la presenza di sei sacerdoti, un chierico e un suddiacono..
La comunità di Bonate Sotto venne visitata dal Giovanni Paolo Dolfin nel 1778, dagli atti conservati nell'archivio vescovile, si deduce che la chiesa aveva un curato che godeva di un beneficio, due sacerdoti e quattro cappellani.
L'antico edificio di culto fu ricostruito nel Novecento, il progetto originario fu disegnato dall'architetto Virginio Muzio nel 1908, parzialmente modificato e completato da Elia Fornoni, e consacrazione nel 1927 e la nuova intitolazione al Sacro Cuore di Gesù dal vescovo Luigi Maria Marelli. Durante tutto il secolo si susseguirono lavori di completamento. Nel 1944 fu completata l'abside con il coro ligneo progettato da Fante Fornoni figlio di Elia, e nel 1950 fu affrescata da Giulio Natale Bertuletti la zona battesimale, e successivamente le decorazioni interne.
Il vescovo Clemente Gaddi consacrò il nuovo altare, costruito per adempiere all'adeguamento liturgico delle chiese, nel 1970 con la donazione delle reliquie dei santi Alessandro di Bergamo, Giorgio, Giulia; Sebastiano e Clemente.
Con decreto del 27 maggio 1979 del vescovo di Bergamo Giulio Oggioni la chiesa fu inserita nel vicariato di Capriate-Chignolo-Terno.

## Descrizione

### Esterno
L'edificio è orientato a nord sopraelevato da due gradini, e preceduto dal sagrato con pavimentazione in lastre di pietra. La facciata a salienti, è tripartita da lesene complete di basamento e terminanti da un tempietto. la sezione centrale è di misura maggiore, entrane le sezioni hanno le aperture terminanti con arco a sesto acuto, maggiore l'ingresso centrale. Il portale è completo del frontone triangolare completo della statua del Sacro Cuore.

### Interno
L'aula si sviluppa su tre navate divise in sei campate divise da colonne, complete di alta zoccolatura, sormontate da capitelli d'ordine ionico. Le due navate laterali hanno volta a crociera, mentre l'aula centrale è coperta da una volta a sesto acuto. Il transetto è completo di un tiburio ottagonale. Nella prima campata di sinistra vi è il fonte battesimale. Il presbiterio rialzato da quattro gradini è completo di catino absidale.